# 洛斯阿蒂略斯 (聖弗朗西斯科區)
洛斯阿蒂略斯（西班牙語：Los Hatillos），是巴拿馬的城鎮，位於該國中西部，由貝拉瓜斯省的聖弗朗西斯科區負責管轄，面積109平方公里，海拔高度348米，2010年人口1,365，人口密度每平方公里12.5人。